# Roman Vashchenko
Roman Yuriyovych Vashchenko –en ucraniano, Роман Юрійович Ващенко– (Bila Tserkva, 8 de diciembre de 2000) es un deportista ucraniano que compite en gimnasia artística. Ganó una medalla de oro en el Campeonato Europeo de Gimnasia Artística de 2020, en la prueba por equipos.

## Palmarés internacional
| Campeonato Europeo | Campeonato Europeo | Campeonato Europeo | Campeonato Europeo   |
| Año                | Lugar              | Medalla            | Prueba               |
| ------------------ | ------------------ | ------------------ | -------------------- |
| 2020               | Mersin (Turquía)   | Medalla de oro     | Concurso por equipos |